# Stowarzyszenie Biblistów Polskich
Stowarzyszenie Biblistów Polskich – prywatne stowarzyszenie zrzeszające biblistów polskich, erygowane przez Konferencję Episkopatu Polski. Stowarzyszenie jest organizacją kościelną działającą pod nadzorem kompetentnej władzy kościelnej, posiada także osobowość prawną na terenie Rzeczypospolitej Polskiej.

## Historia
Stowarzyszenie Biblistów Polskich zostało utworzone 6 grudnia 2003 r. na bazie Statutu zatwierdzonego 1 grudnia 2000 r. przez 309. Zebranie Plenarne Konferencji Episkopatu Polski.
W posiedzeniu inauguracyjnym, które odbyło się w Warszawie, uczestniczyli członkowie Zarządu Sekcji Biblistów Polskich, wybranego 18 września 2003 r. w Koszalinie podczas 41. Sympozjum Biblistów Polskich na pięcioletnią kadencję (2003–2008). W ciągu pięciu pierwszych lat istnienia i działalności SBP podjęto wiele różnych inicjatyw, które sprostać miały zadaniom wyznaczonym przez Statut Stowarzyszenia. Organizowano kolejne Sympozja Biblistów Polskich (Gdańsk-Oliwa – 2004 r.; Łowicz – 2005 r., Kalisz – 2006 r., Pelplin – 2007 r. oraz Wrocław – 2008 r.), a członkowie Stowarzyszenia, poprzez publikacje i pozostałą działalność naukowo-dydaktyczną, przyczyniali się do rozwoju i pogłębiania znajomości Pisma Świętego w swoich środowiskach i poza nimi. Na X Walnym Zebraniu Stowarzyszenia Biblistów Polskich we Toruniu, 17 września 2013 roku, wybrano nowy Zarząd SBP na III., pięcioletnią, kadencję (lata 2013–2018).

## Cele i zadania
Cele i zadania Stowarzyszenia Biblistów Polskich regulują zapisy artykułu II Statutu Stowarzyszenia Biblistów Polskich. Stowarzyszenie realizuje je poprzez m.in.:
- pogłębianie znajomości Pisma Świętego
- poprzez badania naukowe i rozpowszechnianie Słowa Bożego zgodnie ze wskazaniami Kościoła, wyrażonymi w sposób szczególny przez Sobór watykański II
- organizowaniu sympozjów naukowych i tygodni biblijnych organizowanych na szczeblu lokalnym i krajowym

## Zarząd Stowarzyszenia
I kadencja (lata 2003–2008)
Przewodniczący

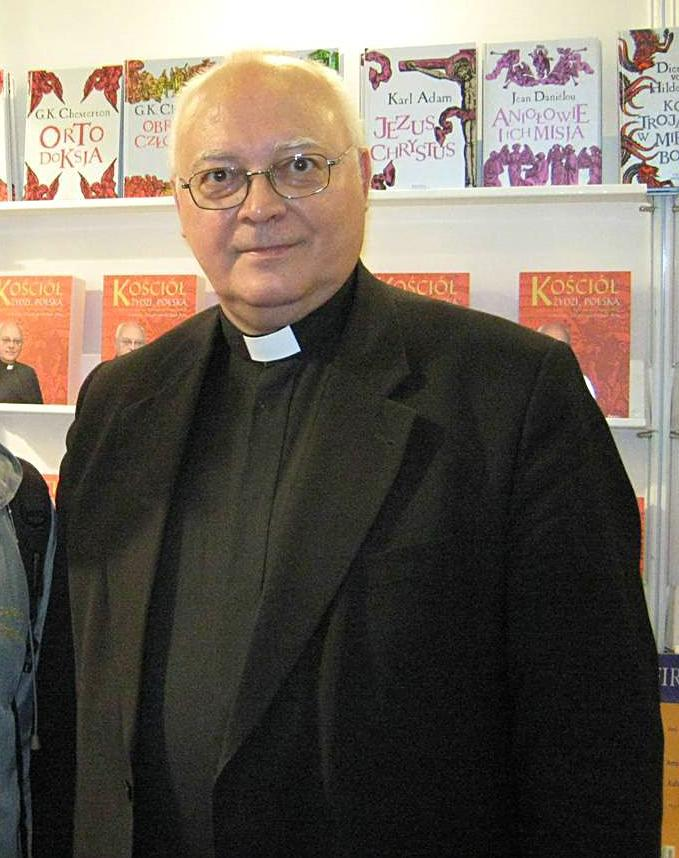
Ks. prof. Waldemar Chrostowski, współzałożyciel oraz przewodniczący Stowarzyszenia Biblistów Polskich w latach 2003–2013

- ks. prof. dr hab. Waldemar Chrostowski

Zastępca przewodniczącego
- ks. prof. dr hab. Henryk Witczyk

Członkowie
- ks. prof. dr hab. Tomasz Jelonek
- s. prof. dr hab. Ewa Jezierska OSU
- ks. dr hab. Józef Kozyra
- ks. dr Hubert Ordon SDS
- ks. prof. dr hab. Bogdan Poniży

Sekretarz Zarządu
- o. dr Waldemar Linke CP

II kadencja (lata 2008–2013)
Przewodniczący
- ks. prof. dr hab. Waldemar Chrostowski

Zastępca przewodniczącego
- ks. prof. dr hab. Henryk Witczyk

Członkowie
- ks. prof. dr hab. Krzysztof Bardski
- ks. dr hab. Artur Malina
- ks. prof. dr hab. Waldemar Rakocy CM
- o. dr hab. Ryszard Sikora OFM
- ks. prof. dr hab. Antoni Tronina

Sekretarz Zarządu
- dr Barbara Strzałkowska

III kadencja (lata 2013–2018)
Przewodniczący
- ks. prof. dr hab. Henryk Witczyk

Zastępca przewodniczącego
- ks. dr hab. Artur Malina

Członkowie: 
- ks. dr hab. Roman Bogacz
- Ks. dr hab. Dariusz Kotecki
- dr hab. Anna Kuśmirek
- ks. dr hab. Wojciech Pikor
- ks. prof. dr hab. Mariusz Rosik

Sekretarz Zarządu: 
- ks. dr Marcin Kowalski

IV kadencja (lata 2018-2023)
Przewodniczący
- ks. prof. dr hab. Henryk Witczyk

Wiceprzewodniczący: 
- ks. prof. dr hab. Artur Malina

Członkowie: 
- ks. dr hab. Roman Bogacz
- Ks. prof. dr hab. Dariusz Kotecki
- ks. prof. dr hab. Janusz Kręcidło
- ks. prof. dr hab. Wojciech Pikor
- ks. prof. dr hab. Mariusz Rosik

Sekretarz Zarządu: 
- ks. dr Marcin Chrostowski

V kadencja (lata 2023–2028)
Przewodniczący
- ks. prof. dr hab. Dariusz Kotecki

Wiceprzewodniczący: 
- ks. dr hab. Roman Bogacz

Członkowie: 
- dr hab. Barbara Strzałkowska
- ks. dr hab. Wojciech Węgrzyniak
- ks. prof. dr hab. Janusz Kręcidło
- ks. prof. dr hab. Dariusz Dziadosz
- ks. prof. dr hab. Sławomir Stasiak

Sekretarz Zarządu (czasowo): 
- ks. dr Marcin Chrostowski

## Członkowie zwyczajni i stowarzyszeni
Członkiem zwyczajnym mogą zostać tylko katoliccy bibliści. 7–9 września 2010 roku w Tarnowie, na 48. Sympozjum Biblistów Polskich, przyjęto do grona SBP pierwszych biblistów niekatolickich jako członków stowarzyszonych. Nowi członkowie stowarzyszeni pochodzą z Kościoła Zielonoświątkowego, są wykładowcami Wyższej Szkoły Teologiczno-Społecznej (Elżbieta Bednarz, Grzegorz Boboryk, Leszek Jańczuk), ponadto należący do Polskiego Autokefalicznego Kościoła Prawosławnego Jerzy Ostapczuk. Tym samym Stowarzyszenie pełni również funkcję ekumeniczną.